# IL-2 Sturmovik: Cliffs of Dover
Pour les articles homonymes, voir IL-2 et Cliffs of Dover (homonymie).
IL-2 Sturmovik: Cliffs of Dover est un simulateur de vol de combat dans lequel le joueur simule le pilotage d'avions de la Seconde Guerre mondiale. Il a été développé à l'origine par Maddox Games et publié pour la première fois par 1C en Russie le 25 mars 2011. Dans le reste de l'Europe le jeu a été distribué par Ubisoft le 31 mars 2011. Depuis 2012, le développement de ce simulateur est assuré par Team Fusion Simulations, qui a publié en 2017 une réédition améliorée sous le titre IL-2 Sturmovik: Cliffs of Dover BLITZ. Cette nouvelle version a lancé la suite Dover de simulateurs. Le jeu de base, BLITZ, représente la bataille d'Angleterre durant l'été 1940, tandis qu'une extension intitulée Desert Wings - Tobruk, sortie en août 2020, représente les combats aériens durant la guerre du Désert en Afrique du Nord entre 1940 et 1943. Une deuxième extension est en préparation, introduisant ainsi dans le jeu un troisième théâtre d'opérations, mais aucune date de sortie n'a encore été annoncée.
IL-2 Sturmovik: Cliffs of Dover hérite le titre IL-2 Sturmovik du simulateur classique IL-2 Sturmovik, sorti à l'origine en 2001. Cliffs of Dover est considéré comme la deuxième génération de la série IL-2 Sturmovik car il possède son propre moteur de jeu au lieu de partager un moteur de jeu avec les deux autres générations.
Tout comme l'édition d'origine de 2011, l'édition de 2017 qu'est BLITZ nécessite l'utilisation de Steam comme plateforme d'exécution du jeu.

## Développement et sortie à la vente
Pendant sa phase de développement, de 2004 à janvier 2011, le jeu était intitulé Storm of War: The Battle of Britain (littéralement, Tempête de guerre : La Bataille d'Angleterre). Le 11 mai 2006, Ubisoft a annoncé que le jeu sortirait en novembre de la même année. En janvier 2011, Ubisoft a révélé le titre actuel du jeu et la date de sortie du 25 mars 2011. Le jeu a été distribué dans le format habituel de l'époque, un DVD-ROM d'installation contenu dans un boîtier standard. Il a été distribué auprès de magasins spécialisés, supermarchés et commerçants en ligne autorisés.
Pendant que IL-2 Sturmovik: Cliffs of Dover était encore en phase de développement, les développeurs avaient promis que l'avion d'acrobatie Soukhoï Su-26 (un appareil qui n'est pas de la période historique représentée dans le jeu) allait être pilotable pour les joueurs, mais au moment de la sortie de Cliffs of Dover l'avion ne fut pas inclus dans le jeu. Pourtant, le Su-26 fut finalement inclus en tant que contenu automatiquement téléchargeable avec l'arrivée du patch Steam 1.11.20362 du 18 octobre 2012,.
En octobre 2012, 1C a révélé sur ses forums officiels que le développement du simulateur n'avait pas atteint les objectifs escomptés et que la société Maddox Games ne donnerait plus de suite au projet. De plus, il était prévu que Cliffs of Dover serait complété par un théâtre d'opérations supplémentaire, la bataille de Moscou, mais 1C décida de ne pas poursuivre le développement du moteur de jeu de Cliffs of Dover. Au lieu de cela, 1C lança le projet d'un théâtre d'opérations similaire, également russe, constituant une troisième génération au sein de la série IL-2 avec un nouveau moteur de jeu,,,. Il s'agissait de IL-2 Sturmovik: Battle of Stalingrad, paru en 2013. Ce nouveau projet entraîna l'abandon de IL-2 Sturmovik: Cliffs of Dover mais un groupe de défenseurs du simulateur, dénommé Team Fusion, obtint l'autorisation de 1C de fournir des patches correctifs au jeu pour permettre à la communauté des joueurs de continuer à l'utiliser.
Le 21 décembre 2016, Jason Williams, le président de 1C Game Studios, annonça que sa société avait conclu un accord avec Team Fusion, désormais rebaptisé Team Fusion Simulations, pour coopérer sur les futures versions de Cliffs of Dover, en accordant à Team Fusion Simulations l'accès au code source du jeu. Un an plus tard, en décembre 2017, Team Fusion Simulations publia une réédition corrigée et améliorée du jeu sous le titre IL-2 Sturmovik: Cliffs of Dover BLITZ. Sensiblement améliorée, la réédition qu'est BLITZ situe toujours le jeu de base pendant la bataille d'Angleterre. Les propriétaires du jeu d'origine de 2011 bénéficient d'un accès gratuit à cette nouvelle version, revue et corrigée,.
Le 6 août 2020, Team Fusion Simulations a lancé la première extension officielle de BLITZ, intitulée IL-2 Sturmovik: Desert Wings - Tobruk. Cette extension permet aux joueurs de piloter des avions britanniques, allemands et italiens dans les cieux d'Afrique du Nord pendant la guerre du Désert de 1940 à 1943.

## Édition collector

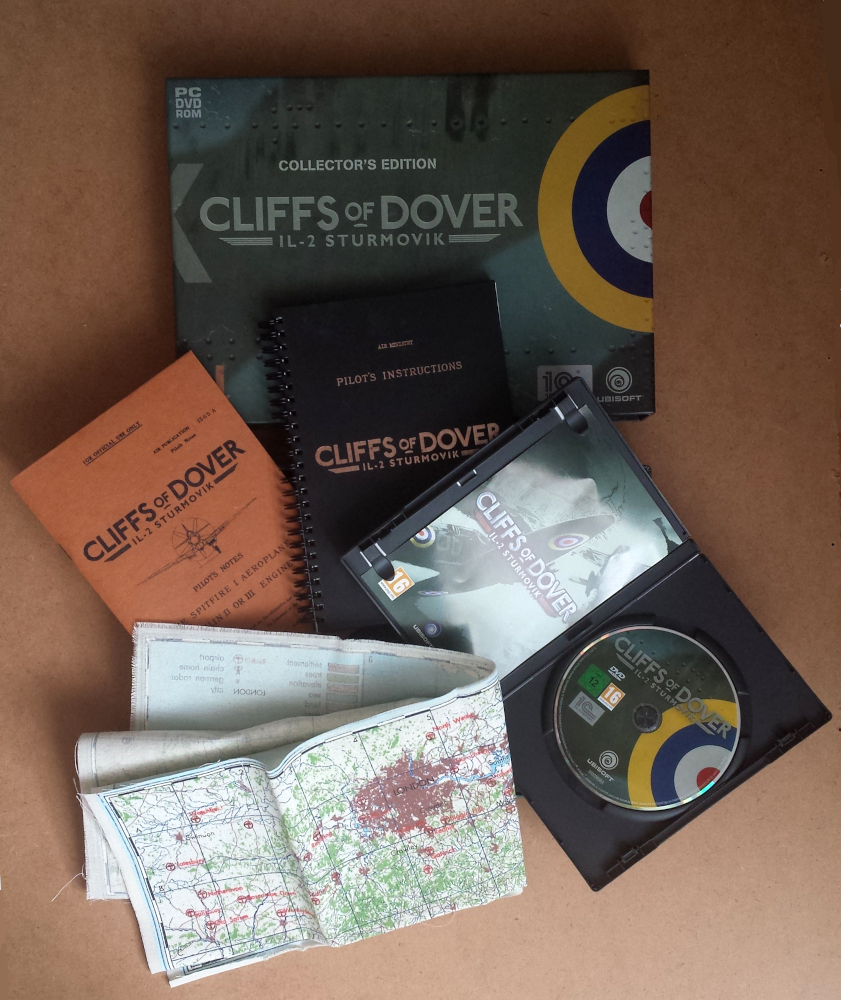
Contenus déployés d'une boîte de l'édition collector de Cliffs of Dover.

Le 25 mars 2011, simultanément avec le lancement de l'édition standard, une édition collector appelée Collector's Edition a également été distribuée. L'édition collector comprenait la boîte contenant le même DVD standard pour l'installation du jeu, mais comportait également quelques accessoires supplémentaires :
- Un manuel d'utilisation du jeu, relié en spirale.
- Un fac-similé du manuel d'un avion Spitfire britannique de 1940.
- Une carte du principal théâtre d'opérations du jeu, la Manche. Réalisée en toile imperméable, la carte mesure 50 cm x 50 cm.

## Jouabilité
La jouabilité est sensiblement améliorée par rapport à IL-2 Sturmovik notamment grâce à l'apport d'un nouveau moteur graphique compatible DirectX 10 et 11.
Avec l'édition BLITZ, les joueurs pilotent des avions de chasse britanniques, allemands et italiens dans les cieux de l'Angleterre et de la France durant l'été 1940, au cours de la célèbre bataille d'Angleterre. Plusieurs cartes optimisées pour le multijoueurs sont disponibles en plus de la carte principale de la Manche.
L'extension Desert Wings - Tobruk (qui nécessite l'édition BLITZ du jeu de base pour être utilisée) fournit le théâtre d'opérations de la guerre du Désert au cours de laquelle la Royal Air Force affronta la Regia Aeronautica et la Luftwaffe à la frontière entre la Libye et l'Égypte de 1940 à 1943.
IL-2 Sturmovik: Cliffs of Dover offre de plus nombreuses et de meilleures fonctionnalités que son prédécesseur, telles que de meilleurs modèles de vol et de dommages, des graphismes nettement améliorés, une meilleure modélisation des objets et du terrain, ainsi que de nombreux détails réalistes tels que le contrôle anthropomorphique (le joueur ne peut pas utiliser plusieurs leviers à la fois avec seulement deux mains), des cabines cliquables pour la première fois dans cette série de simulateurs, des procédures réalistes, une gestion réaliste du/des moteur(s), des systèmes et de l'armement, etc. Cliffs of Dover est connu pour son système de modélisation des dommages complexe et détaillé qui modélise la cellule, le moteur, les systèmes de refroidissement, les systèmes de contrôle et plus encore, et applique avec précision les dommages à la partie correspondante du système escompté lorsqu'un avion est touché par une balle. Les cockpits du jeu sont entièrement modélisés en 3D, et de nombreux interrupteurs et leviers du tableau de bord peuvent être enclenchés avec la souris.
Cliffs of Dover BLITZ permet de jouer dans deux modes différents. L'un d'eux est le mode solo dans lequel le joueur pilote son propre avion tandis que les autres appareils de la simulation sont tous contrôlés par l'intelligence artificielle du jeu. Le joueur peut alors jouer des campagnes, des missions individuelles ou des missions que le joueur lui-même a créées à l'avance grâce à l'éditeur de missions du jeu. L'autre mode de jeu est le mode multijoueur qui dans le cas de IL-2 Sturmovik: Cliffs of Dover peut prendre en charge jusqu'à 128 joueurs connectés simultanément en ligne. Le mode multijoueur en ligne permet des missions de type dogfight (dans lesquelles chaque joueur peut reprendre un appareil en cours de partie si son avion est abattu) et des missions de type coopératif (dites co-ops, plus réalistes, ces missions coopératives ne permettent pas au joueur de revenir dans la partie s'il est abattu ou s'il a un autre type de problème).

## Avions modélisés dans le jeu
En 2011, la version d'origine du jeu comprenait plus de 30 avions modélisés dont plus de 15 étaient pilotables par le joueur et 15 ne pouvaient être contrôlés que par l'intelligence artificielle du jeu.
En 2017, la version améliorée du jeu (BLITZ) a porté le nombre d'avions dans le simulateur à 64 : 48 modèles et variantes pouvant être pilotés par le joueur et 16 autres qui ne peuvent être contrôlés que par l'intelligence artificielle. Parmi les avions pilotables du jeu de base (BLITZ), certains sont des avions emblématiques de la bataille d'Angleterre tels le Supermarine Spitfire, le Hawker Hurricane, le Messerschmitt Bf 109 et le Messerschmitt Bf 110.
L'extension Desert Wings - Tobruk (qui nécessite l'édition BLITZ du jeu de base pour être utilisée) porte le jeu à 88 modèles et variantes pilotables pour le joueur. Avec Desert Wings - Tobruk, une quarantaine de modèles et variantes sont totalement nouveaux par rapport à BLITZ.
L'un des avions pilotables apportés par l'extension Desert Wings - Tobruk est le célèbre Dewoitine D.520, considéré comme le meilleur avion de chasse français de la bataille de France.

## Les autres simulateurs de la suiteIL-2
- IL-2 Sturmovik : ce simulateur a été le premier de la série des simulateurs IL-2 et est le prédécesseur immédiat de IL-2 Sturmovik: Cliffs of Dover. IL-2 Sturmovik est sorti pour la première fois en 2001 mais s'appelle maintenant IL-2 1946 en raison du titre de sa dernière compilation, sortie en 2006.
- IL-2 Sturmovik: Great Battles : commercialisé à partir de la fin 2013, c'est le troisième simulateur de la série IL-2, un autre successeur du simulateur IL-2 originel de 2001. Il a commencé par un titre traitant de la bataille de Stalingrad, IL-2 Sturmovik: Battle of Stalingrad, mais la suite à laquelle il appartient a été nommée IL-2 Sturmovik: Great Battles à partir de 2017.